# 植物大战僵尸：和睦小镇保卫战
《植物大戰僵屍：和睦小鎮保衛戰》是一個由寶開遊戲公司開發並由藝電發行的第三人稱射擊遊戲，是植物大戰僵屍系列上一作《植物大戰僵屍：花園戰爭2》的續作。它於2019年10月18日在Microsoft Windows、PlayStation 4和Xbox One上發佈，並於2021年3月19日在任天堂Switch上發佈。

## 遊戲性
與《植物大戰僵屍》系列之前的遊戲類似，此遊戲屬第三人稱射擊遊戲，玩家可以在合作或競爭的多人遊戲環境中，控制植物或者僵屍。但本遊戲打破了《植物大戰僵屍》以往的花園戰模式。此外，該遊戲除了延續其上一作《植物大戰僵屍：花園戰爭2》的24人陣營對抗模式外，還加入了一個4V4的「戰鬥競技場」模式，提供12張新地圖、6個新角色；以及3個新PVP模式，如「可合作故事模式」。遊戲中的PVP模式數量達到6個。另外，遊戲中提供分屏本地多人模式，可以在所有PVP模式中和他人一同體驗分割畫面操作。遊戲中有20個角色，植物和僵屍分別有10個，均分為進攻、防守和支援三組；全新的植物角色包括「睡帽」、「龍頭花」、「橡樹與橡實」，僵屍角色則包括「電擊滑步」、「80年代動作英雄」、「太空學員」。相比於之前的作品，本作更是加入了對簡體中文的支持。
遊戲中設有三個不同的區域，分別是：陡峭山（Mount Steep；只有植物）、詭異樹林（Weirding Woods；只有僵屍）和和睦小鎮城鎮中心（Neighborville Town Center；有植物和僵屍）。每個區域都有自己的任務、收藏品、獎勵、戰鬥，玩家可以扮演任何角色，單人或和朋友一起玩這些遊戲。遊戲內容因這三個自由探索的區域和作戰模式而更加豐富。

## 開發
藝電於2019年5月證實，《植物大戰僵屍》系列的新遊戲正在開發。8月初，一個代號為「野餐」（Picnic）的Alpha版本遊戲測試計劃開始。這款遊戲於2019年9月4日對外發佈了「創始人版」（Founder's Edition），每周解鎖一個新模式，購買了創始人版的玩家能定期收到遊戲更新；六周後全部模式解鎖時，遊戲正式發佈。然而，藝電煞費苦心地解釋說創始人版不是公測版。在遊戲正式發佈之後，購買創始人版的玩家可以收到官方贈送的專屬飾品。創始人版的售價是29.99美元或24.99英鎊，購買渠道開放到9月30日。同時，Origin高級會員也可遊玩完整版遊戲，亦可體驗豪華版。
2019年10月18日，該遊戲正式發佈。普通版的售價是40美元。
2021年2月，在任天堂直面会上，EA宣布本作将包括所有追加内容的完整版登陆任天堂Switch平台，这也是寒霜引擎首款运行在任天堂Switch上的游戏。游戏于2021年3月19日发售。

## 評價
Destructoid在PS4上玩了這個遊戲，給了遊戲7.1/10的評分，評價這個遊戲說：「《和睦小鎮保衛戰》並沒有超出人們的期望，但這是一個愚蠢的，奇怪的，快樂的遊戲。」Game Revolution給了遊戲的PC版本3/5星，並評價說：「不幸的是，除了它更強大的PVE功能和獨特的新角色，《和睦小鎮保衛戰》中的大多數其他變化，並沒有使遊戲變得更好。」

## 外部鏈接
- 官方网站（英文）
- 官方网站（繁體中文）